# Avigaat
Avigaat [aviɣaːt] (nach alter Rechtschreibung Avigait) ist eine wüst gefallene grönländische Siedlung im Distrikt Paamiut in der Kommuneqarfik Sermersooq.

## Lage
Avigaat befindet sich auf einer winzigen Insel im Schärengarten am Ausgang des Qassit. Avigaat liegt 26 km nördlich von Paamiut.

## Geschichte
Avigaat wurde vor 1860 besiedelt und war ursprünglich ein Udsted. 1868 wurde der Udsted wegen der schlechten Hafenverhältnisse etwa drei Kilometer nach Nordosten verlegt, wo er zwecks Unterscheidung den Namen Kuannit erhielt. Der ursprüngliche Ort blieb als Wohnplatz bestehen.
Ab 1911 gehörte Avigaat zur gleichnamigen Gemeinde mit Sitz am Udsted.
1918 wurden 37 Einwohner gezählt, die hauptsächlich von der Robbenjagd lebten. Unter ihnen waren drei Jäger und ein Fischer sowie ein Katechet. Sie lebten in fünf Häusern. Um 1925 wurde der Wohnplatz schließlich aufgegeben.